# ツキぐま☆3兄弟
ツキぐま☆3兄弟（ツキぐま☆さんきょうだい）とは、広島県に本社を置くJNN系列局・中国放送（RCC）のマスコットキャラクター。

## 概要
- 種類としては、中国山地に生息し広島県の絶滅危惧種であるツキノワグマとの事。また、3兄弟の登場と同時にRCCのキャッチコピーが『ついてるね☆RCC』に、また、RCCテレビ専用のロゴも変更された。ただし、このロゴとキャッチコピーは2012年にテレビ・ラジオ共通のロゴ・キャッチコピーである『広島家族。RCC』への変更で使われなくなったが、3兄弟はその後もキャラクターを続投している。しかし、2020年からは自社ワイド番組『イマナマ!』のキャラクター「レモナルド・レモンチ」が代わりに使われる事が多い。2021年末をもって使用を終了し[1]、レモンチがRCCの局キャラクターという位置付けになった。

## 特徴
- 兄・弟・妹の3人。兄弟仲は良いらしい。
- 3人が着ているTシャツには、それぞれR・C・Cと書かれてある。
- ウサギの耳を模した帽子を被っている。

## その他
- RCCのテレビ放送のオープニングでは外部リンクの文言が流れる。

オープニングでは3兄弟が起きる場面（デジタルではキャラクターの自己紹介あり）とエンディングではTVの画面にツキぐま兄がハープを演奏するシーンが流れ（曲名:中国地方の子守唄）、部屋で3兄弟が布団に入って寝る場面が流れる。
- マツダスタジアムのRCCの広告にも採用されている。